# Ever Given (schip, 2018)
De Ever Given is een containerschip van het Evergreen 20.000 TEU-type in beheer van Evergreen Marine en eigendom van een dochteronderneming van Shoei Kisen Kaisha, dat weer een onderdeel is van Imabari Zosen Kabushiki-kaisha, waar het schip in 2018 werd gebouwd. 

## Incidenten

### Elbe 2019
Het schip schampte op 9 februari 2019 op de Elbe de veerboot en pontons bij Finkenwerder.
Er was mogelijk sprake van het uitvallen van de volledige energievoorziening. Het zou echter ook een hevige windvlaag geweest kunnen zijn.

### Blokkering Suezkanaal 2021

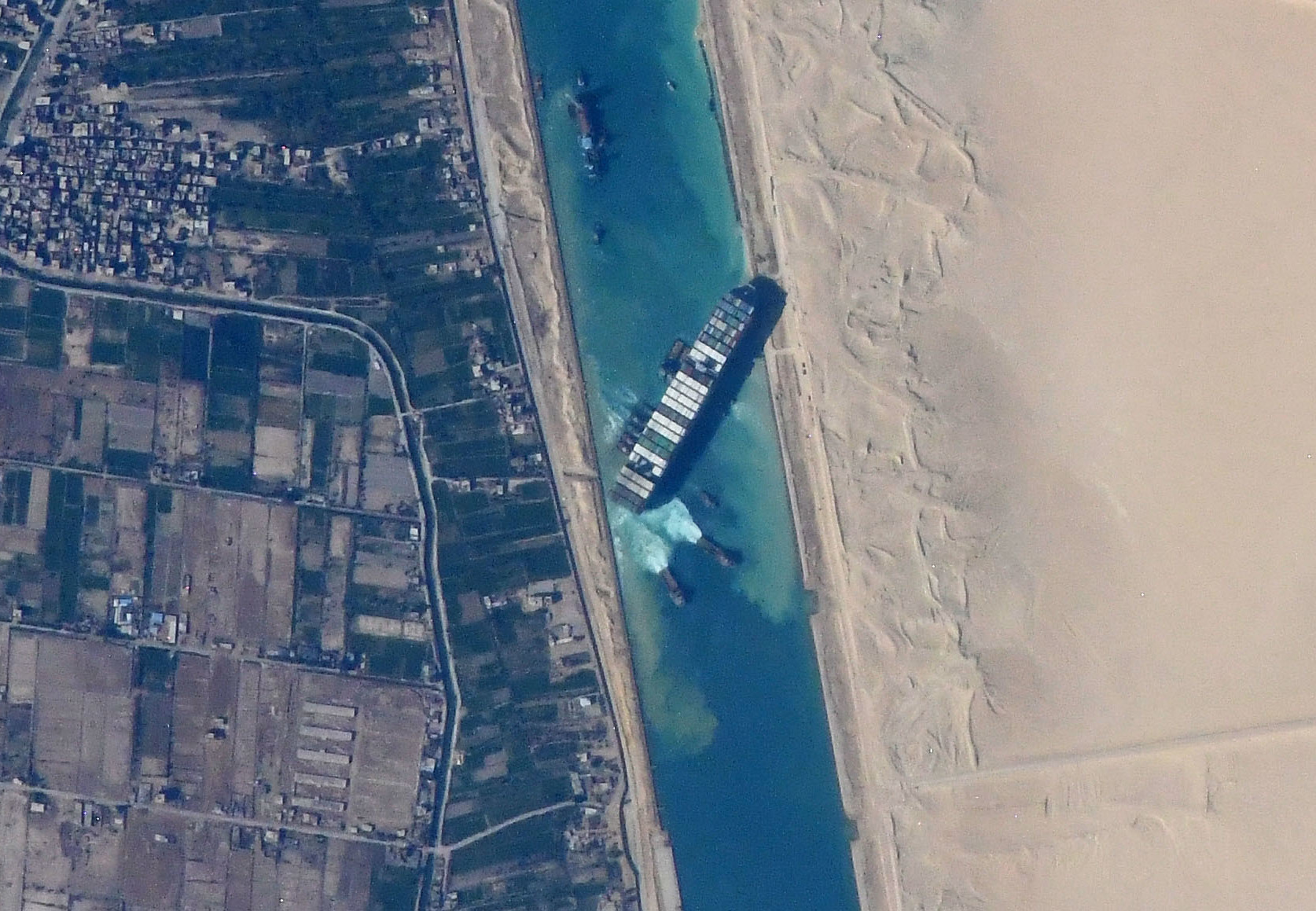
Satellietfoto van het schip bij Ma‘dīyah op 27 maart 2021 13:01:03

Het schip liep op dinsdagmorgen 23 maart 2021 om 7.41 uur in het Suezkanaal aan de grond, ter hoogte van km 151. Het schip was onderweg van Yantian, China, naar Rotterdam. Het voer met eenrichtingsverkeer in konvooi met de gebruikelijke snelheid van maximaal 8,64 knopen op een deel van het kanaal waar nog geen tweede vaargeul is gebaggerd. 
Het incident was van belang voor de wereldeconomie, aangezien pakweg 10% van de wereldhandel het kanaal passeert. Het kanaal verbindt de Rode Zee met de Middellandse Zee en is voor de scheepvaart de kortste verbinding tussen Azië en Europa.

#### Stranding
Alle schepen die door het kanaal varen zijn door de Suez Canal Authority (SCA) verplicht om één of meer eigen Egyptische loodsen aan boord te nemen.  Uit onderzoek aan de voice recorder aan boord is gebleken dat de loodsen de Indiase kapitein niet betrokken bij het nemen van beslissingen. Onderling spraken ze Arabisch en ze gaven alleen hun opdrachten/adviezen in het Engels aan de roerganger en de kapitein. 
Het schip werd uit de koers gedrukt door een zandstorm met windsnelheden tot 74 kilometer per uur (40 knopen). 
Doordat het schip zich -onder invloed van de harde wind- onder een hoek door het relatief smalle kanaal verplaatste kwam het met zowel voor- als achterschip veel te dicht bij de veel ondiepere wal. Er trad door de verhoogde snelheid oevereffect op bij het achterschip. Dat werd op de kant getrokken, hierdoor bewoog het voorschip nog meer naar de andere oever en liep het schip om 7.41 uur daarop vast. Door de massatraagheid schoof het ook nog eens zo'n 70 meter aan de grond. Aan de voorkant voer het schip een meter omhoog het talud op in de klei. Het achterschip zat minder vast in de klei.
De Ever Given blokkeerde het scheepvaartverkeer volledig omdat het bijna dwars in het kanaal lag. Het schip stak ten tijde van het incident 15,7 meter diep, zat zo'n 6 meter uit het lood en had zo'n 20.000 zeecontainers aan boord.

#### Voorbereiding berging
De SCA schatte in dat het schip snel kon worden losgetrokken en een klaarliggend konvooi kreeg nog toestemming om vanuit het Noorden het eenrichtingdeel van het kanaal in te varen. Officials van het bedrijf namen de leiding van de bergingsoperatie in handen en bepaalden vanaf dat moment de gang van zaken. De SCA begon gelijk met het verwijderen van zand met graafmachines aan de oostelijke oever. 
Toen het lostrekken door lokale sleepboten niet lukte werd Smit Salvage, een dochterbedrijf van Boskalis, ingehuurd om een oplossing te vinden.
De SCA zette de snijkopzuiger Mashhour in, die grond onder de Ever Given wegspoelde. Nadat bergingsteams dagenlang graafmachines en baggermachines hadden gebruikt om te proberen het aan de grond gelopen schip los te krijgen, bleek dat het schip niet loskwam door de inspanning van tien altijd op het kanaal aanwezige (kanaal)sleepboten. Die hadden daar te weinig paaltrek voor. Geconstateerd werd dat er water stond in de voorpiektank en in de boegschroefkamer. Met hulp van de bemanning werd dit gerepareerd en vervolgens werd er lucht in gepompt om de boeg lichter te maken. Houten schotten werden in de boeg vastgemaakt en rondom afgedicht met purschuim van een lokale bouwmarkt. Sleepboten van de SCA bleven aan het schip trekken. Het werd steeds duidelijker dat alleen met sleepboten met grotere trekkracht het schip los kon worden getrokken. Boskalis had de ALP Guard, die onderweg was naar Singapore, al langzaam laten varen en liet het schip nu naar het Suezkanaal komen. Ook de zware sleper Carlo Magno werd gecharterd vanuit de Perzische Golf. Ondertussen was de sleepboot Maridive 703 al aan het schip aan het trekken. Die was door de SCA gecharterd van een lokaal sleepbedrijf.

#### Alternatieven
Er waren twee alternatieve bergingsoperaties parallel in gang gezet, voor het geval lostrekken door twee extra zware sleepboten met een paaltrek van gezamenlijk meer dan 400 ton niet zou zijn gelukt. Dat was Plan A. Plan B was om de zanderige klei rond en onder de boeg weg te spoelen. Toevallig had Boskalis een baggerproject afgerond in Alexandrië en het materieel, zoals de bij dat werk gebruikte pompen en drijvende persleidingen, lagen in 22 containers opgeslagen in Ras al-Khaimah. Die werden al naar Ma‘dīyah gedirigeerd. Met Plan C zouden zo'n 600 containers van het voorschip worden gelost. Daarvoor werd de Biglift Barentsz gecharterd en een grote rupskraan.

#### Lostrekken

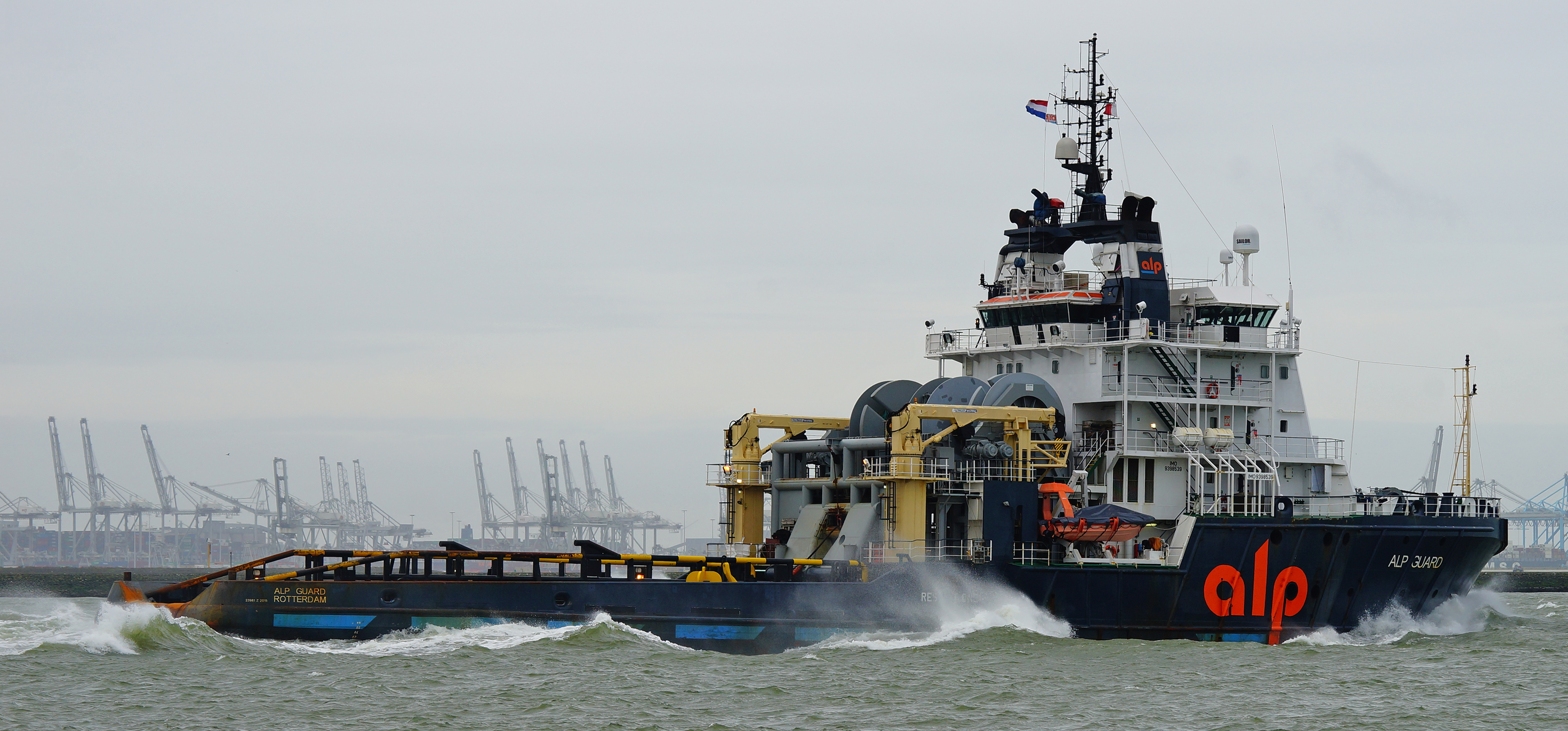
De Alp Guard
Paaltrek 285 ton

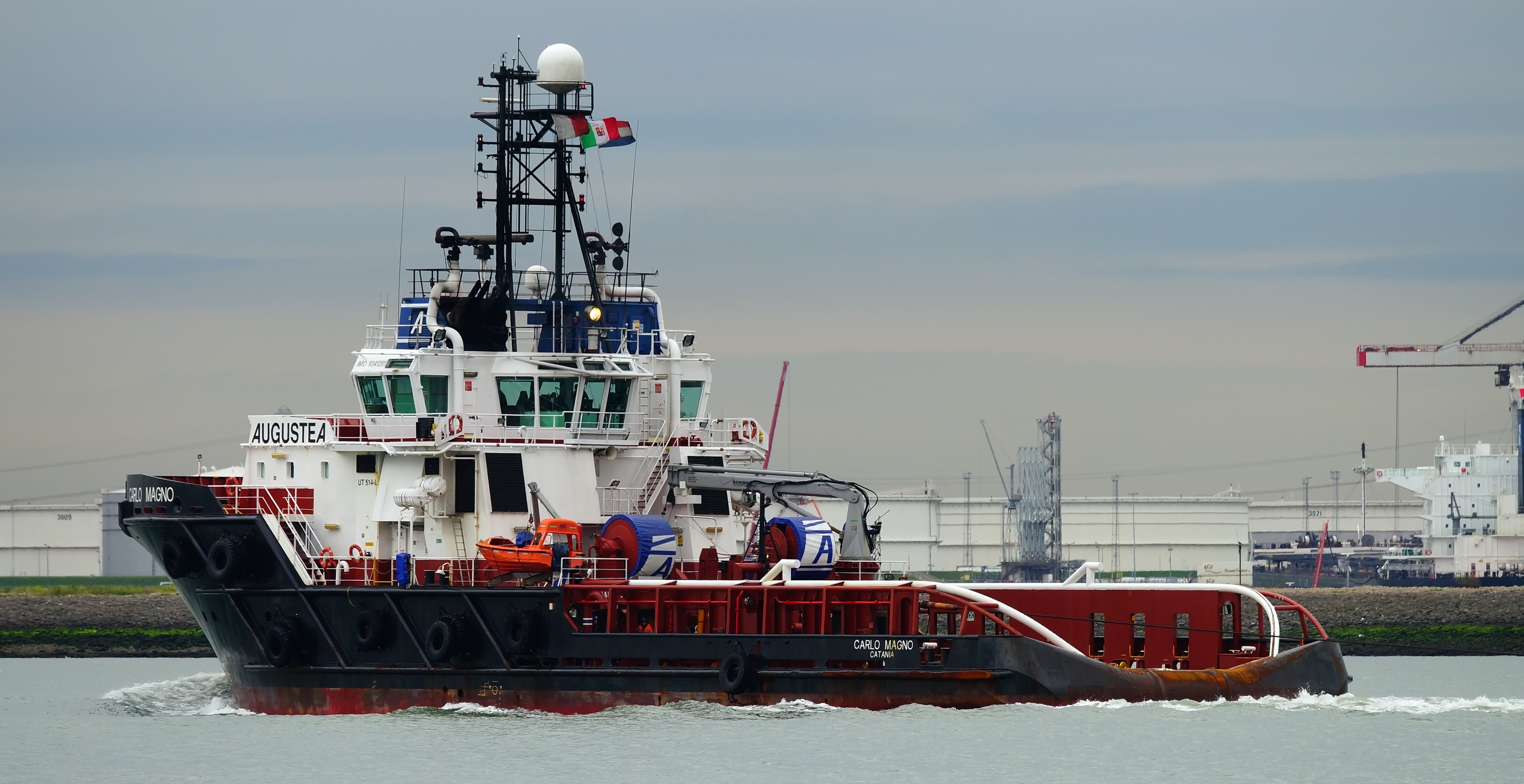
De Carlo Magno
Paaltrek 153 ton

De zware zeesleepboot ALP Guard arriveerde zondag 28 maart om 21.20 uur bij de Ever Given. De voorloper van de sleeptros (83 mm dik) werd gelijk over een lengte van zo'n 60 meter aan de scheepsbolders bevestigd. Aan de voorloper kwam de even dikke sleepkabel. Om 0.45 uur was de sleepverbinding klaar. In de nacht van zondag op maandag 29 maart werd rond 04.30 uur begonnen met een eerste poging het schip los te trekken. Aan de noordzijde met zo'n 10 sleepboten, de ALP Guard en de Maridive 703 aan de zuidzijde. Na een uur trekken kwam achterschip los en was de hoek van het schip zoals het vastlag van ongeveer 30° naar zo'n 10° gedraaid, mede onder invloed van het getij (het was volle maan en daarmee springtij). Rond 09.00 uur arriveerde de Carlo Magno, een tweede zware sleepboot, om met extra trekkracht het schip helemaal los te krijgen. De voorloper van de Maridive 703 werd op de sleepdraad van de zwaardere sleepboot overgezet. 
Het lukte echter niet de Ever Given los te krijgen Bij de kentering van het getij konden de slepers het schip niet houden en keerde het terug in de oude positie. Het maakte nu ook een slagzij van 4 graden naar bakboord. 
Om 15.05 uur Nederlandse tijd lukte het de slepers onder invloed van het springtij het schip vlot te trekken en begon het naar het noorden te varen. Omdat daarbij de grote slepers nog aan het achterschip hingen bestond het gevaar dat ze zouden worden omgetrokken en kapseisden. De zware kabels werden snel doorgebrand met snijbranders die speciaal voor dit doel in gereedheid waren gehouden.

#### Nasleep
De kanaalautoriteit liet het schip naar het Grote Bittermeer verplaatsen voor technische controles. De verwachting was dat deze controles vier dagen zouden duren. Nadat het schip de Bittermeren had bereikt is de scheepvaart hervat met als eerste schepen van noord naar zuid door het kanaal.

#### Gevolgen
Zondag 28 maart 2021 zaten bij een telling 372 schepen vast in afwachting of waren onderweg naar het kanaal, maandagmorgen waren het er al zo'n 400. Andere schepen zijn uitgeweken naar de langere, oude route: via Kaap de Goede Hoop om Afrika heen.
Volgens een ruwe schatting van experts hield de blokkade ongeveer 400 miljoen dollar per uur aan goederen tegen, gebaseerd op berekeningen van Lloyd's List. Het verkeer naar het westen is goed voor ongeveer 5,1 miljard dollar per dag en het verkeer naar het oosten voor ongeveer 4,5 miljard dollar per dag.
De Ever Given werd na het incident opgehouden door juridisch getouwtrek in verband met de schadeafwikkeling. De eigenaar houdt Evergreen verantwoordelijk voor het strandingsincident in het kanaal en heeft ook averij grosse uitgeroepen. Het betekent dat de kosten van de berging naar rato moeten worden verdeeld over alle partijen die lading aan boord hebben. Daaronder valt ook de bewering van de Suez Canal Authority, die meent 916 miljoen dollar te kunnen eisen voor de tijd dat het kanaal geblokkeerd was en de gehele situatie eromheen. In de claim zou 300 miljoen voor de berging zijn opgenomen en 300 miljoen voor reputatieschade, terwijl de verzekeraar UK Club P&I de berging op in totaal enkele miljoenen dollars inschatte en de aansprakelijkheid heeft beperkt tot 115 miljoen dollar. Ook mogen er geen individuele containers worden gelost. De claim is verlaagd naar 600 miljoen dollar, de reputatieschade telt niet meer mee. De bemanning van 25 zeelieden, het merendeel Indiërs, mocht het schip niet verlaten en werd volgens de Indiase bond van zeevarenden NUSI en de Internationale vakbondsfederatie in feite gegijzeld.
Op 6 juli 2021 keurde de handelsrechtbank van Ismaïlia het eerder bereikte akkoord goed, waardoor het schip kon worden vrijgegeven en zijn oorspronkelijke reis naar Rotterdam kon hervatten, waar het in de nacht van 28 op 29 juli alsnog arriveerde. Vervolgens vertrok het op 2 augustus naar Felixstowe.
Bij het dokken van het schip bij Qingdao Beihai Shipbuilding Heavy Industry Co., Ltd. in Qingdao bleek pas goed hoe de onderkant van de bulbsteven van het schip verfrommeld was.